# Ansony Frías
Ansony Alejandro Frías González (Nuario, Los Santos, 2 de octubre de 2001) es un futbolista panameño que juega como delantero en el Puntarenas FC de la Primera División de Costa Rica, cedido por el Alianza FC.

## Trayectoria

### Alianza FC
Se formó en las inferiores del Alianza FC y su debut profesional con el primer equipo fue el 12 de marzo de 2019 en el empate 1 a 1 contra el CD Plaza Amador en el Estadio Maracaná de Panamá en donde entró al minuto 87, en el Torneo Clausura 2019 jugó 4 partidos y anotó 1 gol, entre el 2019 hasta 2021 alterno con el segundo y primer equipo, entre mediado del 2019 hasta finales del 2020 jugó en el torneo de reservas, salió campeón del Torneo Apertura 2021 Liga Prom anotando doblete en la final, jugó algunos partidos del Torneo Clausura 2021 Liga Prom quedando subcampeón de su conferencia, en el Torneo Clausura 2021 jugó 9 partidos y anotó 2 goles llegando hasta semifinales, salió campeón de la Superfinal de Liga Prom 2021 anotando 1 gol en dicha superfinal.

### Sporting SM
El 14 de febrero de 2022 fue anunciado como nuevo jugador del Sporting San Miguelito cedido por el Alianza FC. Debutó con el club el 8 de marzo de 2022 en la victoria 0 a 2 contra el CD Universitario en el Estadio Virgilio Tejeira siendo suplente entrando al minuto 46 por Dwann Oliveira, Quedó subcampeón del Torneo Apertura 2022 en donde jugó 10 partidos.

### Herrera FC
El 6 de julio de 2022 fue anunciado como nuevo jugador del Herrera FC cedido por el Alianza FC. Debutó con el club el 17 de agosto de 2022 en el empate 0 a 0 contra el Atlético Chiriquí en el Estadio San Cristóbal en donde fue suplente entrando al minuto 61 por Andrick Edwards, En el Torneo Clausura 2022 jugó 13 partidos.

### Alianza FC
A inicio del 2023 regresó al club después de su cesión del Herrera FC. Disputó su primer partido tras su regreso el 14 de enero de 2023 en la victoria 0 a 1 contra el Tauro FC en el Estadio Rommel Fernández en donde fue suplente y entró al minuto 72 por César Medina, En el Torneo Apertura 2023 jugó 9 partidos y anotó 1 gol.

### CD Árabe Unido
El 1 de agosto de 2023 fue anunciado como nuevo jugador del CD Árabe Unido cedido por el Alianza FC. Debutó con el club el 12 de agosto de 2023 en la derrota 0 a 4 contra el Tauro FC en el Estadio Javier Cruz siendo suplente entrando al minuto 57 por Rigoberto Lindo, En el Torneo Clausura 2023 jugó 11 partidos y anotó 5 goles quedándose a 1 punto de los playoff.

### Puntarenas FC
El 9 de diciembre de 2023 fue anunciado como nuevo jugador del Puntarenas FC cedido por el Alianza FC. Debutó con el club el 13 de enero de 2024 en la derrota 3 a 0 contra el Deportivo Saprissa en el Estadio Nacional de Costa Rica siendo titular jugando hasta el minuto 64.

## Clubes
| Club           | País       | Año         |
| -------------- | ---------- | ----------- |
| Alianza FC     | Panamá     | 2019 - 2021 |
| Sporting SM    | Panamá     | 2022        |
| Herrera FC     | Panamá     | 2022        |
| Alianza FC     | Panamá     | 2023        |
| CD Árabe Unido | Panamá     | 2023        |
| Puntarenas FC  | Costa Rica | 2024 - act. |

## Palmarés

### Títulos nacionales
| Título                     | Club          | País   | Año    |
| -------------------------- | ------------- | ------ | ------ |
| Conferencia Este           | Alianza FC II | Panamá | 2021-A |
| Liga Prom                  | Alianza FC II | Panamá | 2021-A |
| Superfinal de la Liga Prom | Alianza FC II | Panamá | 2021   |